# 田原雅也
田原雅也（たはら まさや、1995年6月20日 - ）は、山梨県韮崎市出身のサッカー選手。

## 来歴
甲府市立甲府商業高等学校卒業後、大東文化大学に進学。2019年モンゴル・ナショナルプレミアリーグのホルムホンFCと契約。

## 所属クラブ
- 2019年  ホルムホンFC

- 2020年  DVゾーリンゲン

- 2021年   クルブ・29・デ・セティエンブレ（英語版）

- 2022年  ナーンFC（英語版）